# Verzweigung Sarganserland
De Verzweigung Sarganserland is een knooppunt in Zwitserland. Op dit knooppunt bij Sargans sluit de A3 aan op de A13.

## Configuratie
Het knooppunt is een trompetknooppunt.

## Trivia
Het is het meest oostelijk gelegen knooppunt van Zwitserland.
Op het knooppunt kent de A13 een totso.